# SS-100-X
SS-100-X è il nome in codice usato dal servizio segreto degli Stati Uniti d'America per indicare la limousine presidenziale originariamente utilizzata da John F. Kennedy quando fu in carica; fu l'auto in cui Kennedy e la moglie si trovavano quando venne compiuto l'attentato che uccise il presidente a Dallas, il 22 novembre 1963.
In seguito all'assassinio di Kennedy, l'auto ha ricevuto un rivestimento corazzato e un hardtop antiproiettile e il suo esterno blu navy è stato dipinto di nero. Riprese il ruolo di limousine presidenziale per il presidente Lyndon B. Johnson fino al 1967 e in seguito rimase in servizio fino al 1978, quando fu inviata all'Henry Ford Museum a Dearborn, Michigan.

## Caratteristiche
La SS-100-X era originariamente un convertibile a quattro porte Lincoln Continental IV serie standard IV del 1961 (modello 74A) costruito dalla Ford Motor Company e assemblato nello stabilimento di Wixom, nel Michigan. Aveva un prezzo al dettaglio di 7.347 dollari (equivalente a 61.599 dollari del 2018).
L'auto è stata trasferita al Garage sperimentale presso il Ford Proving Grounds, dove sono stati aggiunti altri 41 pollici tra le porte anteriori e posteriori e appena oltre le porte posteriori. Il telaio dell'auto è stato rinforzato per adattarsi alla lunghezza e al peso aggiuntivi. Era dipinto di un colore blu navy speciale e portato all'Hess & Eisenhardt di Cincinnati, per essere rifoderata e ulteriori modifiche alle specifiche richieste dai servizi segreti. Durante gli adattamenti all'auto non vennero montati equipaggiamenti a prova di proiettile o antiproiettile. Il parabrezza rimase il vetro di sicurezza standard a due strati, tale da poter essere facilmente sostituito in qualsiasi concessionaria.
Venne consegnata per la prima volta alla Casa Bianca il 15 giugno 1961 e misurava 6,5 m di lunghezza, aveva un passo di 4 m, era 2 m di larghezza e 1,4 m di altezza. Pesava 3.500 kg, 719 kg più del peso della Lincoln di serie, ed era alimentato da un motore Ford MEL dI 7.000 cm³ da 350 cavalli.
Come coupé, la Lincoln era equipaggiata con un assortimento di lusso, tra cui un parabrezza a cupola, una copertura nera per il parabrezza, un parabrezza posteriore formale e una sezione anteriore in acciaio inossidabile (nessuno dei quali era a prova di proiettile). Comprendeva anche i telefoni radio a due vie e i gradini retrattili e le maniglie per gli agenti dei servizi segreti. Nessuna armatura è stata aggiunta alla carrozzeria, ma il sottocarro e tutti i componenti delle sospensioni sono stati rafforzati. È stato montato un sedile posteriore sollevabile idraulicamente. Al momento dell'assassinio, la Lincoln era stata equipaggiata con gli anteriore del 1962 (parafanghi, cofano, griglia e gruppi paraurti).
Aveva un raggio di sterzata speciale di 18,9 m, contro i 20 m del "bubbletop" del 1950 dell'auto di Eisenhower che era stato il suo predecessore. Il costo totale delle modifiche è stato di circa $ 200.000 (equivalenti a $ 1,31 milioni nel 2018). La limousine è stata registrata alla Ford Motor Company ed è stata affittata al servizio segreto per una tassa nominale di $ 500 all'anno (equivalente a $ 4.192 nel 2018).
La limousine portava la targa GG 300 del Distretto di Columbia. Nel novembre 2015, le targhe sono state vendute all'asta per $ 100.000.

## Assassinio di John Fitzgerald Kennedy

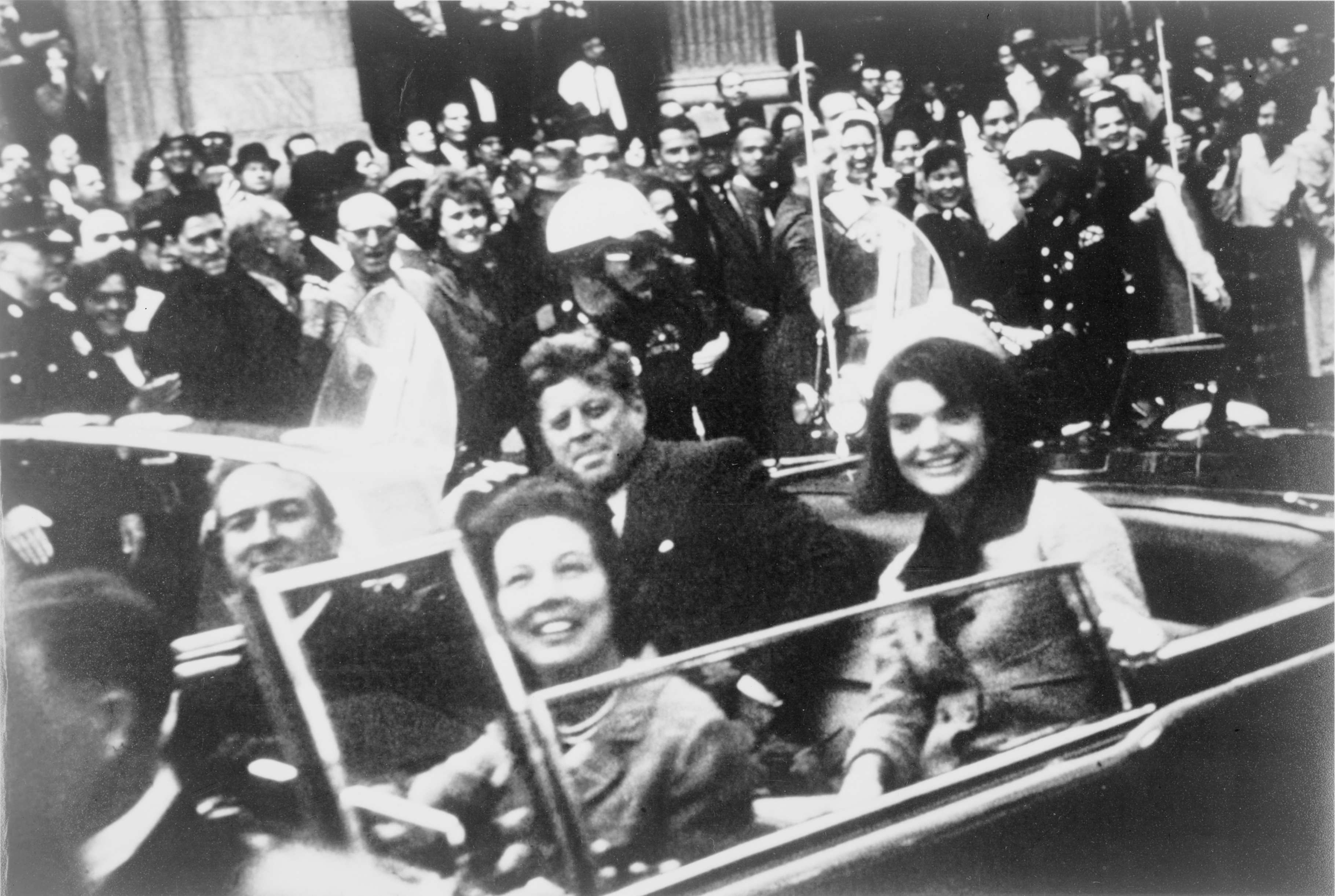
JFK, Jackie e i Connally sulla limousine presidenziale.

Il 21 novembre 1963 la SS-100-X fu caricata su un Fairchild C-123 Provider pilotato dal Capitano Thomason del 76th Airlift Squadron e volò a San Antonio e poi all'aeroporto di Dallas-Love dove venne depositata in un parcheggio sotterraneo.
Dopo il ferimento mortale dI John F. Kennedy e il ferimento del governatore John Connally alle 12:30 CST circa, la SS-100-X venne portata al Parkland Memorial Hospital. I proiettili colpirono il telo e il tettuccio apribile in plexiglas. Più tardi quel pomeriggio alle 15:30 CST, l'auto venne portata all'aeroporto di Dallas-Love e caricata su un Lockheed C-130 Hercules e portata alla Base Aerea Andrews nei pressi di Washington DC, atterrando alle 20:00 EST. Dopo l'arrivo alla base aerea, la limousine presidenziale venne consegnata al garage della Casa Bianca. I servizi segreti e in seguito l'FBI hanno scattato le foto degli interni della limousine e hanno cercato prove prima che fossero accuratamente pulite e analizzate.

## Dopo l'assassinio
Alla fine di dicembre del 1963, l'auto fu rispedita dalla Hess & Eisenhardt per essere ulteriormente modificata e ricostruita da zero. Per la protezione, la Lincoln ha ricevuto la placcatura di armatura di titanio, vetro antiproiettile e un tetto permanente a prova di proiettile. I cerchi in alluminio massiccio sono stati anche montati all'interno degli pneumatici per renderli a prova di proiettile. Rimase in servizio per altri otto anni, registrando 50.000 miglia a terra e oltre un milione di miglia volando da e verso le sue destinazioni. Il veicolo era equipaggiato con accappatoi presidenziali e moquette di montone e un sistema di comunicazione completo che includeva un patch radiofonico alla Casa Bianca. Fu rimpiazzato nel 1967 e rimase in servizio con incarichi meno importanti fino al 1978, quando venne ritirata e esposta nell'Henry Ford Museum. Verniciata in origine in colore blu navy, l'auto è stata ridipinta di nero dopo l'assassinio, per poi verniciarla di nuovo dopo ogni incarico.
L'ex agente dei servizi segreti Clint Hill, che è saltato sulla limousine poco dopo che Kennedy è stato colpito, è l'ultimo passeggero sopravvissuto della limousine presidenziale durante l'assassinio.